# Hanna Jensen
Hanna Jensen (ur. 19 lutego 1973 w Leirvík) – farerska nauczycielka i polityk. Poseł na Løgting.

## Życie prywatne
Jej rodzicami są Kristianna i Jan Jespersen. Wyszła za mąż za Tórheðina Jensena, z którym ma troje dzieci: Kristiannę Tórheðinsdóttir (ur. 1999), Jana Tórheðinssona (ur. 2002) oraz Dagura Tórheðinssona (ur. 2008). Uzyskała tytuł magistra z literatury francuskiej oraz farerskiej na Uniwersytecie w Kopenhadze oraz Uniwersytecie Wysp Owczych. Jest także pedagogiem. Była nauczycielem w Fuglafjørður i Klaksvík.

## Kariera polityczna
Hanna Jensen wystartowała w wyborach samorządowych w roku 2008 do rady Eysturkommuna z list Fólkaflokkurin. Zdobyła 75 głosów i uzyskała mandat, jako jedna z dwóch przedstawicielek swojej partii. W 2011 opuściła dawną partię, przechodząc do nowo utworzonej formacji Poula Michelsena Postęp (Framsókn). Wystartowała następnie w wyborach parlamentarnych w roku 2011, uzyskują 210 głosów, co nie dało jej mandatu poselskiego.
W wyborach w roku 2012 ponownie została wybrana do rady swojej gminy, jako jedyną przedstawicielkę jej partii. Pełni w niej obecnie funkcję przewodniczącej Komisji ds. Kultury oraz Komisji ds. Opiekuńczości. Wystartowała następnie w wyborach parlamentarnych w roku 2015 i po uzyskaniu 201 głosów uzyskała mandat poselski. Od 2010 roku jest francuskim konsulem na Wyspach Owczych.